# Aroldo (ópera)
Aroldo é uma ópera em quatro actos de Giuseppe Verdi com libreto em italiano de Francesco Maria Piave, baseado e adaptado a partir do seu trabalho anterior, Stiffelio, de 1850. A estreia ocorreu no Teatro Nuovo Comunale em Rimini em 16 de agosto de 1857. 

## Composição
Stiffelio (1850) tinha provocado a censura. Assim, em 1856, Verdi decidiu reescrever a história, inspirando-se em romances de Edward Bulwer-Lytton.

## Personagens
| Papel                                                    | Voz           | Estreia, 16 de agosto de 1857 (Maestro: Angelo Mariani) |
| -------------------------------------------------------- | ------------- | ------------------------------------------------------- |
| Aroldo, um um Saxão                                      | tenor         | Emilio Pancani                                          |
| Mina, Sua esposa                                         | soprano       | Marcellina Lotti                                        |
| Egberto, pai de Mina                                     | barítono      | Gaetano Ferri                                           |
| Godvino, um aventureiro, convidado de Egberto            | tenor         | Salvatore Poggiali                                      |
| Briano, piedoso eremita                                  | baixo         | G. B. Cornago                                           |
| Enrico, primo de Mina                                    | tenor         | Napoleone Senigaglia                                    |
| Elena, prima de Mina                                     | mezzo-soprano | Adelaide Panizza                                        |
| Cruzados, funcionários, cavaleiros, senhoras e caçadores |               |                                                         |

## Gravações Selecionadas
| Ano  | Elenco (Aroldo, Mina, Egberto, Briano)                                 | Maestro, Sala de Ópera e Orquestra                          |                                   |
| ---- | ---------------------------------------------------------------------- | ----------------------------------------------------------- | --------------------------------- |
| 2001 | Neil Shicoff, Carol Vaness, Anthony Michaels-Moore, Roberto Scandiuzzi | Fabio Luisi, Orquestra e coro do Maggio Musicale Fiorentino | Audio CD: Phillips Cat: 462-512-2 |